# San Justo de la Vega
San Justo de la Vega is een gemeente in de Spaanse provincie León in de regio Castilië en León met een oppervlakte van 48,39 km². San Justo de la Vega telt 1.908 inwoners (1 januari 2016).